# Miha Ribarič
Miha Ribarič, slovenski pravnik in politolog, * 27. januar 1934, Ljubljana

## Življenje in delo
Po končani Srednji klasični gimnaziji v Ljubljani se je leta 1952 vpisal na Pravno fakulteto v Ljubljani in diplomiral leta 1957. Leta 1974 je pod mentorstvom Gorazda Kušeja magistriral iz političnih ved na Fakulteti za sociologijo, politične vede in novinarstvo v Ljubljani. Naziv doktorja političnih znanosti je na isti fakulteti dosegel leta 1978 z disertacijo z naslovom "Delegatski sistem kot sredstvo integracije dela in politike", ki jo je pripravil pod mentorstvom Adolfa Bibiča.
Leta 1956 se je sprva zaposlil kot sodnik na Okrajnem sodišču v Celju, nato v Trbovljah, kasneje je delal v glavnem odboru SZDL, 1967-74 v Skupščini SR Slovenije, 1975-82 na Ustavnem sodišču SRS ter 1986-90 na izvršnem svetu Skupščine SRS.  Po letu 1990 oz. osamosvojitvi je opravljal delo svetovalca Predsedstva oz. predsednika Republike Slovenije za ustavnopravne zadeve do leta 2002, ko se je upokojil.
Ob delu je se raziskovalno ukvarjal a problematiko političnega sistema in ustavnega prava, prav tako je bil na FSPN 1986 izvoljen v naziv rednega profesorja za politični sistem; v 80. letih je predaval kot zunanji sodelavec na tej in na Pravni fakulteti.  Je avtor knjig Temelji delegatskega sistema (1977) in Delegatski skupščinski sistem (s Cirilom Ribičičem, 1983). 
Leta 2004 je soustanovil politično društvo Forum 21 in postal član upravnega odbora tega političnega društva.

## Odlikovanja in nagrade
Leta 2002 je prejel srebrni častni znak svobode Republike Slovenije z naslednjo utemeljitvijo: »za požrtvovalno delo v dobro slovenske države«.